# Речная крачка
Речная крачка, или обыкновенная крачка (лат. Sterna hirundo), — вид птиц из семейства чайковых (Laridae).

## Описание
Речная крачка внешне очень похожа на полярную крачку, но немного меньше размером. Длина тела — 31—35 см, длина крыла — 25—29 см, размах крыльев — 70—80 см; масса птиц — 97—175 г. У этой стройной птицы раздвоенный хвост и красный клюв с чёрным кончиком. Оперение белое либо светло-серое, а верхняя сторона головы окрашена в глубокий чёрный цвет. Иногда лоб светлый, а клюв чёрный. Лапки у обыкновенной крачки красные. Крики звучат как «кик» или «криэ».

## Питание
Речные крачки умело ныряют в поисках пищи. К их добыче относится главным образом небольшая рыба. Также они кормятся моллюсками и насекомыми.

## Размножение
Речные крачки гнездятся с мая по август на побережьях скалистых и песчаных островов с редкой растительностью. Внутри континента гнездятся по берегам крупных рек, озёр и водохранилищ. Самец с рыбой в клюве исполняет брачный танец, стремясь впечатлить самку. В гнездо, представляющее собой выстланное травой углубление в земле, самка откладывает от одного до четырёх яиц. Их насиживанием занимаются оба родителя, пока птенцы не вылупятся. Речные крачки защищают их, пикируя на хищников с воздуха. Спустя 3—4 недели после рождения, потомство начинает летать.

## Классификация и ареал
Международный союз орнитологов выделяет 4 подвида:
- Sterna hirundo hirundo Linnaeus, 1758 — от Северной Америки до севера Южной Америки, север и запад Африки, от Европы до северо-запада Сибири и запада Китая
- Sterna hirundo longipennis Nordmann, 1835 — северо-восток Сибири и северо-восток Китая
- Sterna hirundo minussensis Sushkin, 1925 — центр Сибири и север Монголии
- Sterna hirundo tibetana H. Saunders, 1876 — от западных Гималаев и Тибета до западной Монголии

Зимой обыкновенная крачка совершает перелёт на юг и запад Африки, в Новую Гвинею, Филиппины, близлежащие острова и в Южную Америку.